# Antoine Desilets
Pour les articles homonymes, voir Désilets.
Antoine Desilets (né à Montréal, le 15 septembre 1927 et mort le 19 décembre 2019 ) est un photographe québécois. 

## Biographie
Antoine Desilets nait en 1927 à Longue-Pointe, un quartier défavorisé de l’est de Montréal. Il est le cadet d'une famille de 10 enfants. Sa mère meurt en 1935 et son père, Jean-Sévère Desilets, se résout alors à placer les six plus jeunes à l’orphelinat du Christ-Roi à Nicolet,. Son grand-oncle, l’abbé Georges Desilets, qui enseigne la physique au séminaire de Nicolet, l'initie dès l'âge de 9 ans à la photographie,. Il fait ses études secondaires en anglais, dans un High School de la région de Montréal, et suit, par correspondance, un cours de photo. Il travaille un certain temps à l’Université McGill auprès animaux de laboratoire du professeur Hans Selye. En 1945, à 18 ans, il s'engage dans l'armée de l'air (la Royal Canadian Air Force), non pas pour devenir pilote, mais dans le but de suivre des cours de photographie.
Après des études à Ottawa de 1946 à 1947, il se lance dans la photographie : il est d'abord « pigiste pour un pigiste », puis débute chez Canadair en 1955,  à titre de photographe industriel. Il tente auprès de tous les journaux de se faire embaucher, mais sans succès. En 1957, il réussit à se faire embaucher au Studio David Bier, d'abord à la chambre noire, puis comme photographe, jusqu'en 1961 ,. Ce studio fait surtout de la photo de mode mais a aussi un contrat avec les journaux  Montreal Star et le Montréal Matin. Après sa journée chez David Bier, Antoine Desilets travaille les soirs et la nuit à son propre compte. En 1958, il est s'oriente vers la photographie de presse. En 1961, un contact de son père dans  l'Ordre de Jacques-Cartier, Serge Larochelle, directeur de Perspective, le supplément couleur de La Presse du samedi, lui offre de remplacer les photographes du supplément lors des vacances d’été pour un important reportage. La qualité du travail d'Antoine Desilets fait en sorte qu'il y reste.
Quand cet encart disparaît, il se retrouve à la couverture quotidienne du journal La Presse, ses photos moins bien mises en valeur. Il est du quotidien La Presse de 1961 à 1974. Son travail au journal le fait connaître au grand public québécois mais les reportages photographiques qu'il fait trois fois/ par semaine pour le Magazine de la Presse entre 1961 et 1969, et  pour lesquels il prend une centaine de photos mais dont sept à dix sont publiés à chaque fois le sont beaucoup moins. Ce travail est selon les historiens de l'art dans la tradition du photojournalisme du type américain comme le magazine LIFE. Pour effectuer ce travail, Desilets parcourt l'Amérique du Nord y compris les États-Unis. Il y rapporte une foule de reportages sur des sujets inimaginables. Durant cette époque, le quotidien La Presse publie un supplément hebdomadaire les week-ends, (dans l'édition du samedi du quotidien), où quelques photos de Desilets ont une place importante dans l'illustration.
Souverainiste convaincu, il se joint au quotidien Le Jour de 1974 à 1976. Il accompagne Pierre Bourgault, Lysiane Gagnon, Alice Parizeau, et autres reporters connus, dans tous les coins du pays. Il reste à la pige, par après.
Lorsqu'il quitte le Jour, il part en Afrique enseigner la photographie jusqu'en 1978. Il enseigne le photo-journalisme à l'école du CESTI, Université de Dakar au Sénégal. De retour à Montréal en 1978, il illustre les 36 cordes sensibles des Québécois. Il profite alors d'une préretraite grâce notamment aux ventes de ses livres de vulgarisation photographique.
Pendant les années 1980, il contribue à des publicités vantant les mérites d'une marque d'appareils photographiques.
Il est le père du député fédéral bloquiste Luc Desilets.
Le fonds d'archives d'Antoine Desilets est conservé au centre d'archives de Montréal de Bibliothèque et Archives nationales du Québec.

## Honneurs et récompenses
Trois ans de suite, en 1966, 1967 et 1968, il remporte le prestigieux prix américain de la National Press Photographers Association, devant de célèbres photographes des grands journaux de New York et de Washington.
Outre de nombreuses récompenses et distinctions au Canada, puis en Amérique du Nord, il reçoit en 1982 le premier prix du Musée de la photographie de la ville de Paris, pour son livre (de 1980) Découvrez le monde merveilleux de la photographie.
Il est reçu Chevalier de l'Ordre national du Québec en 1990. En 2005, la Fédération professionnelle des journalistes du Québec (FPJQ) lance le prix Antoine-Desilets, pour la meilleure photo de presse de l'année au Québec.
- 1963 et 1965 : Photographe de l'année, par l'Association des photographes de presse de Montréal[1]
- 1965 : Prix Player's pour la photo-sport pour le Canada[10]
- 1967 : Mention spéciale, au World Press Photo Contest[10]
- 1967 : Premier prix du concours du Vieux-Montréal, de la Chambre de commerce[10]
- 1966, 1967, 1968, 1969 : Prix annuel de la National Press Photographers' Association of North America (section Canada et état de New York)[1]
- 1969 : Premier prix du concours Terre des Hommes de Montréal[10]
- 1970 : Premier prix pour la photographie architecturale de l'année, décerné par l'Association des photographes professionnels du Canada[1]
- 1982 : Premier prix du Musée de la photographie de la ville de Paris, pour son livre (de 1980) Découvrez le monde merveilleux de la photographie
- 1990 : Chevalier de l'Ordre national du Québec[10]
- 2005 :  création du prix Antoine-Desilets, par la Fédération professionnelle des journalistes du Québec (FPJQ)

## Publication d'auteur
Il publie des livres, écoulés à environ 700 000 exemplaires en français, au total sur 18 ans, dont trois livres tirés à plus de 150,000 exemplaires, et plusieurs sont traduits en anglais et en espagnol.
En 2001 et en 2009, il fait ses premiers dépôts d'archives dans le Fonds Antoine-Désilets, conservé par Bibliothèque et Archives nationales du Québec. Desilets a un sens des archives assez développé: Il conserve chez lui dans sa maison, tous ses reportages photographiques: Il met en classement plus de 60,000 épreuves photographiques qu'il range en 12 thèmes.
- Apprenez la photographie avec Antoine Desilets, Montréal, Les Éditions de l'Homme, 1966; 1969; 1973; … 220 p.  (ISBN 978-2-7759-0550-6)
- La technique de la photo, Montréal, Les Éditions de l'Homme, 1971, 272 p.
- Je prends des photos, Montréal, Les Éditions de l'Homme, 1972; 1980  (ISBN 2-7619-0101-0 et 2-7619-0101-0)
- Les insolences d'Antoine [Désilets] (texte : Jean-Claude Trait), Montréal, Les Éditions de l'Homme, 1972, 108 p.
- Je développe mes photos : tous les secrets de la chambre noire (coauteur : Roland Weber), Montréal, Les Éditions de l'Homme, 1973, 336 p.
- (en) Techniques in Photography, Cambridge (Ontario), Habitex Books, 1973, 254 p.  (ISBN 0-8891-2008-0 et 978-0-8891-2008-2)
- (en) Taking Photography, Cambridge (Ontario), Habitex Books, 1974  (ISBN 0-8891-2017-X et 978-0-8891-2017-4)
- (en) Developing your photographs (coauteur : Roland Weber), Cambridge (Ontario), Habitex Books, 1974
- Photo-Guide, 1975[10]
- (en) Learning Photography, Cambridge (Ontario), Habitex Books, 1978, 218 p.  (ISBN 0-8891-2033-1 et 978-0-8891-2033-4)
- La photo de A à Z (coauteurs : Louis-Philippe Coiteux et Claude M. Gariépy), Montréal, Les Éditions de l'Homme, 1978, 331 p.
- La photo à la portée de tous, Montréal, Les Éditions de l'Homme, 1979  (ISBN 2-7619-0027-8)
- Découvrez le monde merveilleux de la photographie, Montréal, Les Éditions de l'Homme, 1980, 272 p. — Prix du Musée de la photographie de la ville de Paris, 1982
- Le guide des accessoires et appareils photos (coauteur : Paul Taillefer), Montréal, Les Éditions de l'Homme, 1981, 368 p.
- (es) Aprende Fotografia, Manuel Tamayo Daimon, 1984  (ISBN 8-4231-0856-2 et 978-8-4231-0856-5)
- (es) Astucia Fotografica, Lectorum Pubns Inc, 1986  (ISBN 8-4231-1858-4 et 978-8-4231-1858-8)
- Le guide-photo, Montréal, 1985  (ISBN 2-7619-0178-9); Montréal, Les Éditions La Presse, 1986  (ISBN 2-8904-3175-4)
- Antoine Desilets: trente ans d’images, présentation de {Jean-François Nadeau}, Montréal, [2011]  (ISBN 978-2-89455-473-9); Montréal, Guy Saint-Jean Éditeur, 2012